# Taoufik Hosni
Taoufik Hosni – tunezyjski zapaśnik walczący w stylu klasycznym. Zajął ósme miejsce na igrzyskach śródziemnomorskich w 2001. Srebrny medalista mistrzostw Afryki w 2001; czwarty w 2002 roku.